# Beso travieso: Amor en Tokio
Beso traviesoː Amor en Tokio (イタズラなKiss～Love in Tokyo Itazura na Kiss: Love in Tokyo?)  es un drama televisivo japonés emitido por Fuji TV durante el 2013, y protagonizado por Honoka Miki y Yuki Furukawa. Fue estrenado el 29 de marzo de 2013, y finalizó el 19 de julio de 2013 con 16 episodios emitidos. A principios de octubre de 2013, se anunció en el sitio web oficial de Mischievous Kiss: Love in Tokyo que se renovaría para una segunda temporada, la cual se estrenó el 24 de noviembre de 2014. Se anunció que un especial titulado Amor en Okinawa se emitiría el 12 de septiembre de 2014. 

## Antecedentes
Se basa en el manga japonés Itazura Na Kiss escrito por Tada Kaoru. La serie japonesa es la quinta adaptación televisiva del manga, luego de la japonesa Itazura Na Kiss en 1996, la taiwanesa It Started with a Kiss en 2005, su secuela They Kiss Again en 2007, la coreana Playful Kiss en 2010, la tailandesa kiss me en 2015 y la china Miss in Kiss 2016. 

## Sinopsis
Kotoko Aihara (Honoka Miki) no es muy inteligente y carece de habilidad en la escuela. Ella está en la clase F, la clase menos inteligente en su grado. A pesar de esto, ha estado enamorada del chico más guapo e inteligente de la escuela, Naoki Irie (Yuki Furukawa), desde que lo vio dar un discurso en la ceremonia de ingreso a la escuela secundaria. 
En su tercer año de escuela secundaria, ella le escribe una carta de amor, pero es rechazada al instante. Decepcionada al ver que su carta ni siquiera fue leída por el chico que le gusta, decide olvidarse de él. El mismo día, la casa de Kotoko es golpeada por una estrella fugaz y se derrumba. Mientras tanto, su padre recibe una llamada de un antiguo amigo y es invitado a quedarse con él y su familia. Cuando llegan, Kotoko se sorprende al ver que esta es la casa de Naoki Irie y su familia. Aunque muestra una actitud fría, ella se da cuenta de que no puede evitar amarlo.  ¿Qué sucederá cuando el destino asuma el control y la posibilidad de que Kotoko gane el corazón de Naoki caiga en sus brazos? 

## Reparto

### Reparto principal
- Honoka Miki como Kotoko Aihara.

- Yuki Furukawa como Naoki Irie.
- Yuki Yamada como Kinnosuke Ikezawa.
- Nanami Fujimoto como Jinko Komori.
- Kasumi Yamaya como Satomi Ishikawa.
- Tomomi Nishimura como Noriko Irie.

- Koura Kazumasa como Shigeki Irie.
- Yuga Aizawa como Yuuki Irie.
- Yoji Tanaka como Shigeru Aihara.
- Kanna Mori como Yuko Matsumoto.
- Riho Takada como Sahoko Oizumi.

- Yuki Yamada Como Kinnosuke Ikezawa.

### Estrellas invitadas
- Aiko Sato como Enfermero K. Irie

- Takashi Kashiwabara como Doctor N. Irie

## Emisión internacional
| País      | Cadena         | Fecha de Estreno        |
| --------- | -------------- | ----------------------- |
| Filipinas | GMA Network    | 21 de abril de 2014     |
| Hong Kong | Now TV         | 22 de junio de 2013     |
| Singapur  | WakuWaku Japan | 23 de noviembre de 2015 |
| Indonesia | RTV            | noviembre de 2014       |
| Indonesia | WakuWaku Japan | 28 de octubre de 2015   |
| Myanmar   | WakuWaku Japan | 28 de octubre de 2015   |
| Tailandia | True4U         | 16 de mayo de 2015      |